# Suisun City
Suisun City – miasto w Stanach Zjednoczonych, w stanie Kalifornia, w hrabstwie Solano. Według spisu ludności przeprowadzonego przez United States Census Bureau w roku 2010, w Suisun City mieszkało 28 111 osób.

## Miasta partnerskie
- Fairfield, Kalifornia
- Nirasaki, Japonia
- Lizbona, Portugalia